# Copa do Mundo de Esqui Alpino de 2002
A Copa do Mundo de Esqui Alpino de 2002 foi a 36º edição da Copa do Mundo, ela foi iniciada em outubro de 2001 na Áustria e finalizada em março de 2002 na Áustria.
O austríaco Stephan Eberharter venceu no masculino, enquanto no feminino a austríaca Michaela Dorfmeister foi a campeã geral.